# جمال ريتشاردسون
جمال ريتشاردسون (بالإنجليزية: Jamel Richardson)‏ هو لاعب كرة القدم الكندية أمريكي، ولد في 22 يناير 1982 في سيراكيوز في الولايات المتحدة.